# Lijst van burgemeesters van Stormpolder
Dit is een lijst van burgemeesters van de voormalige Nederlandse gemeente Stormpolder in de provincie Zuid-Holland. Stormpolder werd op 1 september 1855 aan de gemeente Krimpen aan den IJssel toegevoegd.
| Ambtsperiode                       | Naam burgemeester               | Partij of stroming | Bijzonderheden |
| ---------------------------------- | ------------------------------- | ------------------ | --- |
| 1817 - 1838                        | Maurits (M.) Weggeman Guldemont |                    | van 1817 tot 1825 schout van Krimpen aan den IJssel en Stormpolder, daarna burgemeester van beide gemeenten               |
| 1838 - 1850                        | Jan (J.) Weggeman Guldemont     |                    | tegelijkertijd ook burgemeester van Krimpen aan den IJssel                                                                |
| 14 januari 1850 - 1 september 1855 | Willem (W.) van Waning          |                    | van 1850 tot 1895 ook burgemeester van Krimpen aan den IJssel en daarnaast van 1846 tot 1892 van Ouderkerk aan den IJssel |